# 1874 w sztukach plastycznych
Wydarzenia w sztukach plastycznych i wizualnych w 1874 roku.

## Malarstwo

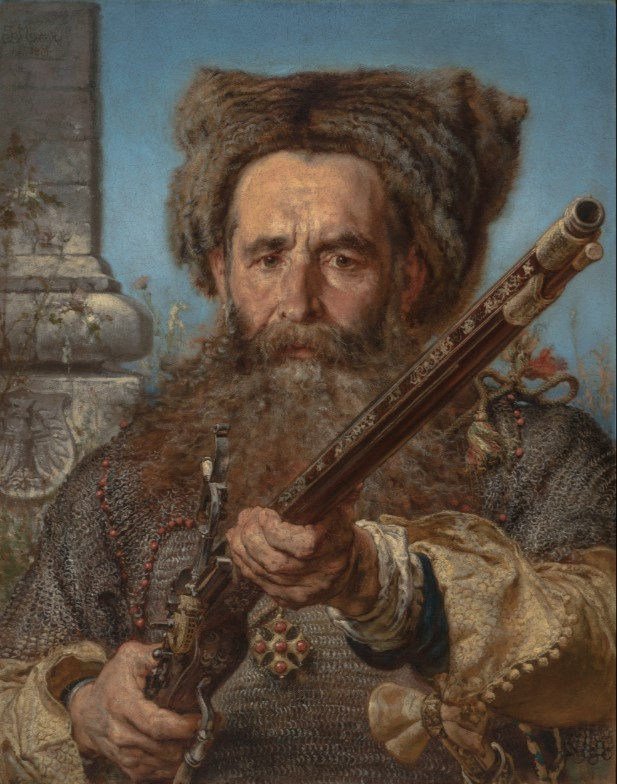
Jan Matejko, Ostafi Daszkiewicz

- Tadeusz Ajdukiewicz

Konie na pastwisku – olej na płótnie, 25,5x40,5 cm
- Józef Chełmoński

Zjazd na polowanie – olej na płótnie,65,5×148 cm
- Adam Chmielowski

Biwak powstańców w lesie (1873-1874) – olej na płótnie, 62x28 cm
Dziewczynka z kapeluszem – olej na płótnie, 56x33 cm
- Edgar Degas

Próba na scenie
- John William Hill

Gniazdo ptaków
- Jan Matejko

Zawieszenie dzwonu Zygmunta
Ostafi Daszkiewicz – olej na tekturze, 72,5×57,5 cm
- Claude Monet

Most w Argenteuil
- Auguste Renoir

Loża
Tancerka
Wędkarz
- Henryk Rodakowski

Portret Zofii Dzieduszyckiej – olej na płótnie, 112,3×80 cm
- Dante Gabriel Rossetti

Prozerpina
- Alfred Sisley

Zapora Molesey
- James McNeill Whistler

Noktur w czerni i złocie: Fajerwerki

## Urodzeni
- 11 maja – Einar Jónsson (zm. 1954), islandzki rzeźbiarz
- 28 lipca – Joaquín Torres García (zm. 1949), urugwajski malarz
- 16 października – Otto Mueller (zm. 1930), niemiecki malarz i grafik

## Zmarli
- 5 maja – Charles Gleyre (ur. 1806), francuski malarz
- 6 grudnia - Gustaaf Wappers (ur. 1803), belgijski malarz